# Casio SK-1

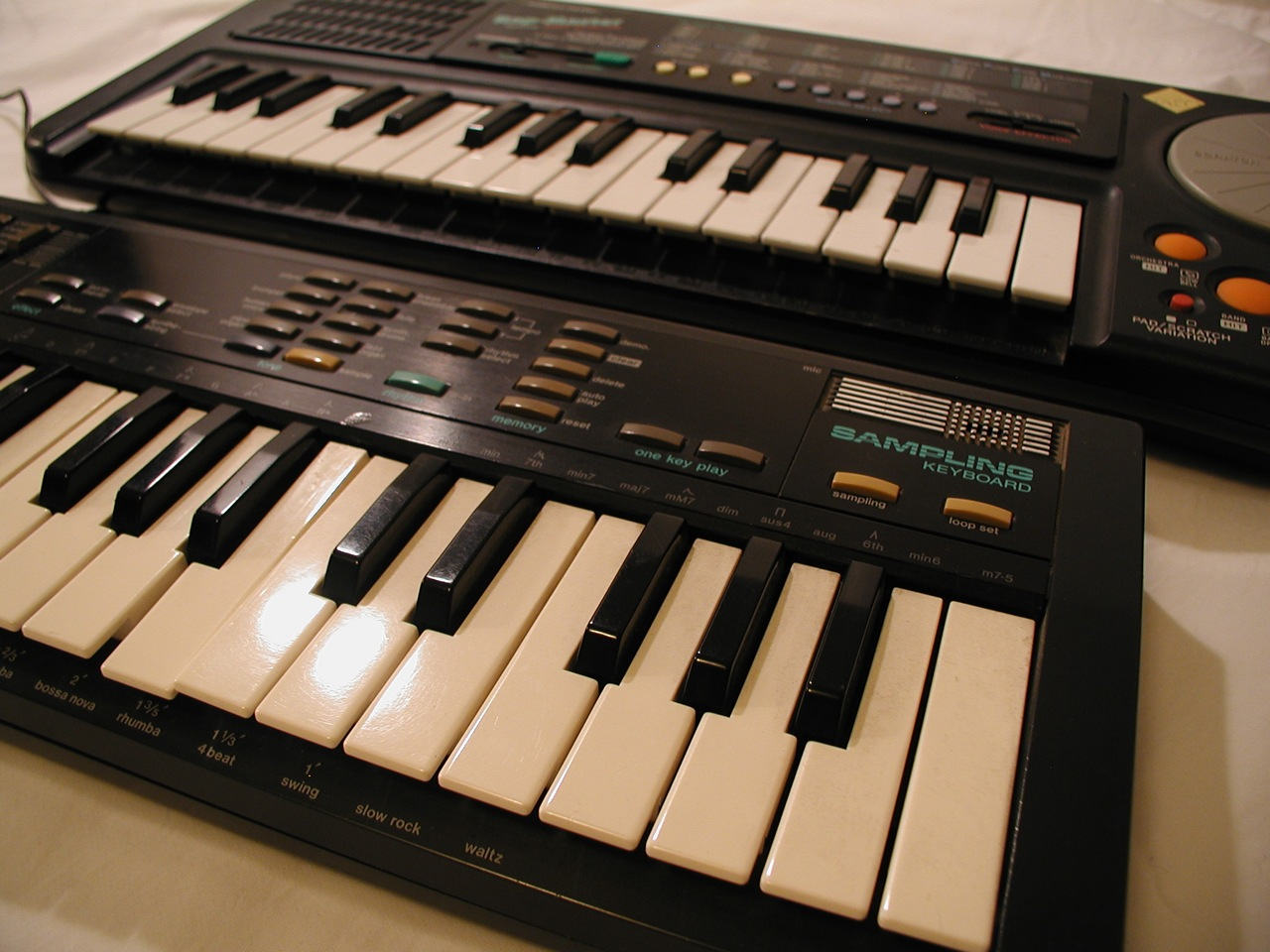
Годинник СК-1 (передній план) з реалістичним Реп-Майстер (задній).

Casio SK-1 — портативна невелика семплер-клавіатура, вироблена Casio у 1985 році. 

## Особливості
Пристрій має 32 клавіші невеликого розміру, чотириголосну поліфонію, і семплер розрядністю 8-біт PCM та частотою дискретизації 9,38 кГц, вбудований мікрофон та динаміки, лінійний вхід. Також обладнаний невеликою кількістю попередньо встановлених поліграфічних налаштувань аналогових та цифрових сигналів і простим додатковим голосом.
Тембри звуків можуть модифікуватися за допомогою 13 встановлених обвідних, а також ефектів портаменто та вібрато. Також включає в себе базовий секвенцер, установлені ритми та акомпанементи. Таким чином SK-1 був повноцінним синтезатором за тогочасною ціною на ринку в $US100.
SK-1 включає також одну попередньо запрограмовану симфонію («Симфонія іграшок»), що грала при натисканні кнопки «демо».
Версія SK-1 від американської компанії RadioShack називається Realistic Concertmate 500. Виробництво серії SK продовжувалась упродовж 1980-х років, включаючи SK-2, SK-5, SK-8 чи 8A, SK-10, SK-60, SK-100, SK-200, SK-2100.

## Використання музикантами
SK-1 використовували виконавці через свою простоту та Lo-Fi звук. У кінці 1990-х цей пристрій став дуже популярний серед технічних інноваторів, а модифікації були описані в журналах «Experimental Musical Instruments» та «Keyboard Magazine».
Синтезатор був першим обладнанням, що Autechre використовували при записі музики. SK-1 використовували відомі виконавці, такі як джангл-музикант DJ Hype,  та репер Лагдж Профессор.